# Algemiene Fryske Ûnderrjocht Kommisje

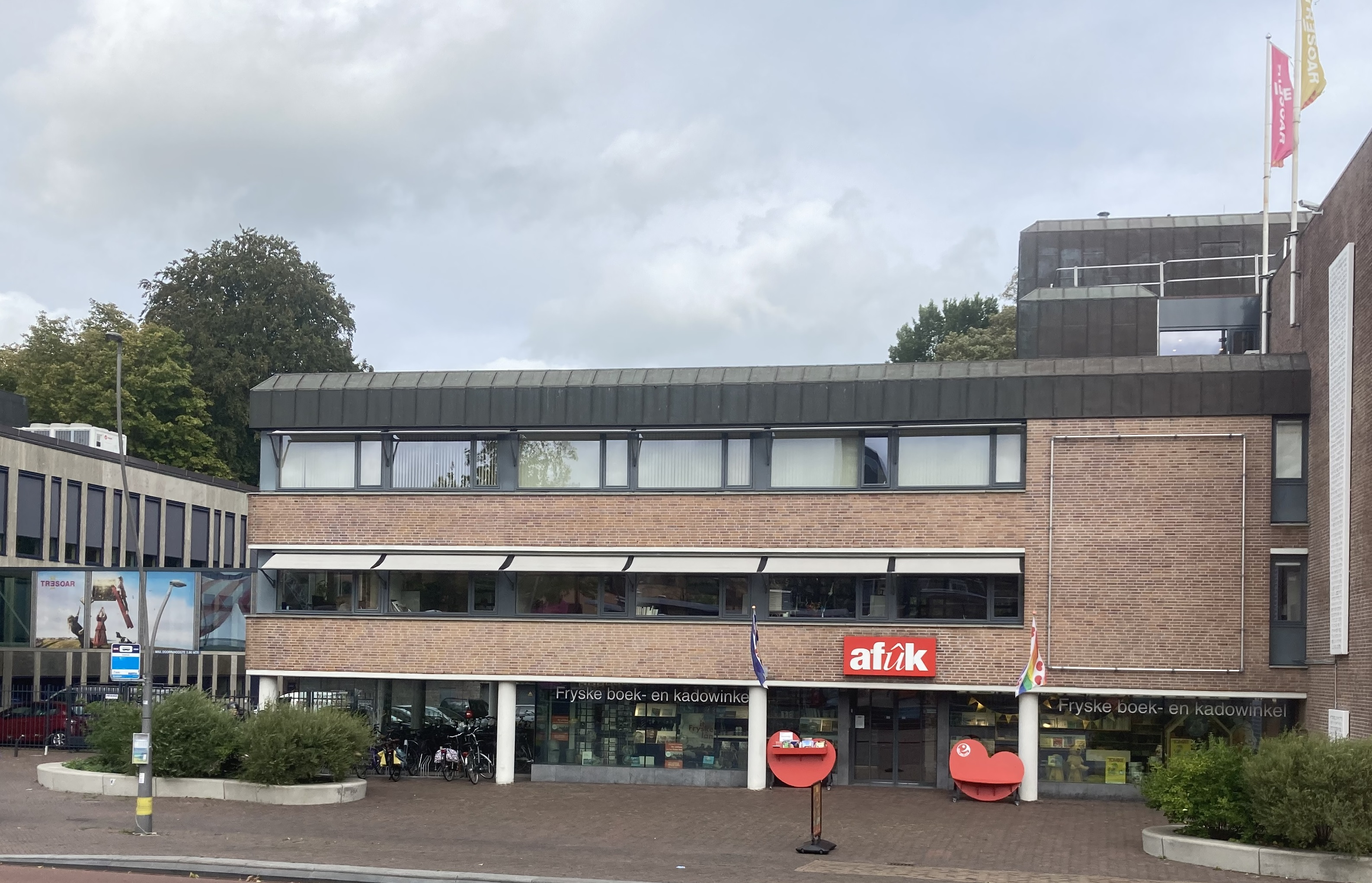
Gebäude der Algemiene Fryske Underrjocht Kommisje (Afûk) in Leeuwarden (2023)

Die Algemiene Fryske Ûnderrjocht Kommisje (Afûk) (deutsch Allgemeine Friesische Bildungskommission) ist eine 1924 gegründete Einrichtung für die friesische Sprache mit Sitz in der niederländischen Stadt Leeuwarden. Bekanntheit erlangte die Afûk vor allem als Verlag und als Kursinstitut. Für Sprecher des Friesischen und des Niederländischen bietet sie Friesischkurse an, die jährlich von etwa 700 bis 1100 Teilnehmern besucht werden. Zu ihren Aufgaben zählt die Versorgung zahlreicher Kindergärten und Schulen der Primär- und Sekundärstufe mit Unterrichtsmaterialien. Mit dem Programm Gemeenten und Frysk berät die Afûk Behörden auf kommunaler Ebene über die friesische Sprache. Mit dem Projekt Praat mar Frysk versucht sie, die friesische Sprache in der Öffentlichkeit zu fördern, vor allem unter Jugendlichen, wofür sie zahlreiche Botschafter wie z. B. Doutzen Kroes anwarb.

## Belege
1. ↑  Produktferslach 2012 (Memento vom 4. März 2016 im Internet Archive) (Word-Datei). Abgerufen am 2. April 2024.